# Effectif actuel du Reign d'Ontario
| No    | Nom                | Nat. | Position       | Arrivée |
| ----- | ------------------ | ---- | -------------- | ------- |
| +029, | Pheonix Copley     |      | Gardien de but |         |
| +031, | Matthew Villalta   |      | Gardien de but |         |
| +003, | Helge Grans        |      | Défenseur      |         |
| +006, | Kim Nousiainen     |      | Défenseur      |         |
| +012, | Tobie Bisson       |      | Défenseur      |         |
| +021, | Jordan Spence      |      | Défenseur      |         |
| +024, | Cameron Gaunce – A |      | Défenseur      |         |
| +033, | Tobias Björnfot    |      | Défenseur      |         |
| +038, | Frédéric Allard    |      | Défenseur      |         |
| +043, | Jacob Moverare     |      | Défenseur      |         |
| +008, | Martin Chromiak    |      | Ailier droit   |         |
| +010, | Tyler Madden       |      | Centre         |         |
| +011, | Samuel Fagemo      |      | Ailier gauche  |         |
| +014, | Akil Thomas        |      | Centre         |         |
| +017, | T.J. Tynan – C     |      | Centre         |         |
| +022, | Alan Quine         |      | Centre         |         |
| +023, | Lias Andersson – A |      | Centre         |         |
| +025, | Samuel Helenius    |      | Centre         |         |
| +026, | Andre Lee          |      | Ailier gauche  |         |
| +034, | Taylor Ward        |      | Ailier droit   |         |
| +037, | Jacob Doty         |      | Ailier droit   |         |
| +039, | Alex Turcotte      |      | Attaquant      |         |
| +044, | Nate Thompson      |      | Centre         |         |
| +047, | Aidan Dudas        |      | Ailier gauche  |         |
| +051, | Austin Wagner      |      | Ailier droit   |         |
| +055, | Quinton Byfield    |      | Attaquant      |         |